# Гурвич, Моисей Натанович
Моисей Натанович Гурвич (1884, Мир, Новогрудский уезд, Минская губерния — 1944) — ректор Московского химико-технологического института им. Д. И. Менделеева 1929—1930 гг. Советский химик-технолог, один из участников Советского проекта по химизации народного хозяйства (1928).

## Биография
Родился в 1884 году в местечке Мир Минской губернии, Новогрудский уезд. В 1904 году окончил Белостокское коммерческое училище. Обучался в Берлинском университете на химическом отделении. Выпускник Петербургского технологического института («Техноложка») с дипломом инженер-технолог. С 1913—1917 гг. работал инженером на различных частных коммерческих предприятиях в качестве инженера технолога. Одновременно преподавал математику в Лодзинском ремесленном училище. С 1918—1929 гг. активный работник ВСНХ по линии химической промышленности. Был заместителем председателя ВСЕХИМПРОМА (Всесоюзного химического синдиката). С 1925—1927 г. председатель бюро ИТС химиков по Украине. Член комитета при СНК СССР. Ученый секретарь Всесоюзного химического общества им. Д. И. Менделеева в 1936—1937 гг. 7 Марта 1929 г. М. Н. Гурвич был назначен ректором МХТИ им. Д. И. Менделеева, где проработал до 14 мая 1930 г. (приказ по ВСНХ СССР № 1365 от 14 мая 1930 г.).
Сын М. Н. Гурвича вспоминал, что «в конце 1925 года Моисей Натанович и еще несколько ведущих химиков-профессоров были отправлены в Соединенные Штаты набираться опыта для последующего становления и развития химической промышленности в СССР. Отплытие советских специалистов состоялось 4 ноября 1925 года из Шербура через Саутгемптон в Нью-Йорк на знаменитом „Мажестике“, на тот момент самом большом пассажирском лайнере в мире. У меня сохранились открытки, которые Моисей Натанович посылал своему десятилетнему сыну из Америки, и билет с лайнера с подписями всей делегации и надписью „Химуголь, Харьков“, также для десятилетнего Романа. В Союз они вернулись в конце января 1926 года».
8 марта 1938 года был арестован ОГПУ по обвинению в шпионаже и вредительстве (согласно некоторым источникам аукнулась поездка в США в 1925 году). Осужден 14 мая 1939 года по статье 58-6-7 на 5 лет ИТЛ. Умер в Соликамске в 1944 г. Реабилитирован 1 декабря 1955 г. военным трибуналом МВО (Архивное дело: ГА РФ. Д. П-20764). По данным «Мемориала» партийность М. Н. Гурвича такова: беспартийный, Бунд с 1903 по 1917, РКП(б) с 1920 по 1921, исключен как социально-чуждый элемент. Источники РХТУ им. Д. И. Менделеева указывают следующее: в революционном движении с 1903 г., член ВКПб (с 1920 г.).

## Семья
- Жена — Ева Яковлевна Гурвич, выпускница высших женских курсов (СПБ).
  - Сын — Роман Моисеевич Гурвич, энергетик, теплотехник.
    - Дочь - Наталья Моисеевна Гурвич, химик.

## Труды
1. Консервирование продуктов как химическая и промышленная задача // ЖХП, 1938, С. 637—639.
2. Организационные вопросы строительства химических предприятий // ЖХП, 1928, С. 1165—1166.
3. Принципы комбинирования в строительстве химической промышленности (Содово-Стекольный комбинат в Донецком бассейне) // ЖХП, 1928, С. 1241—1245.